# Kaiser-Heinrich-Kreuz (Fritzlar)

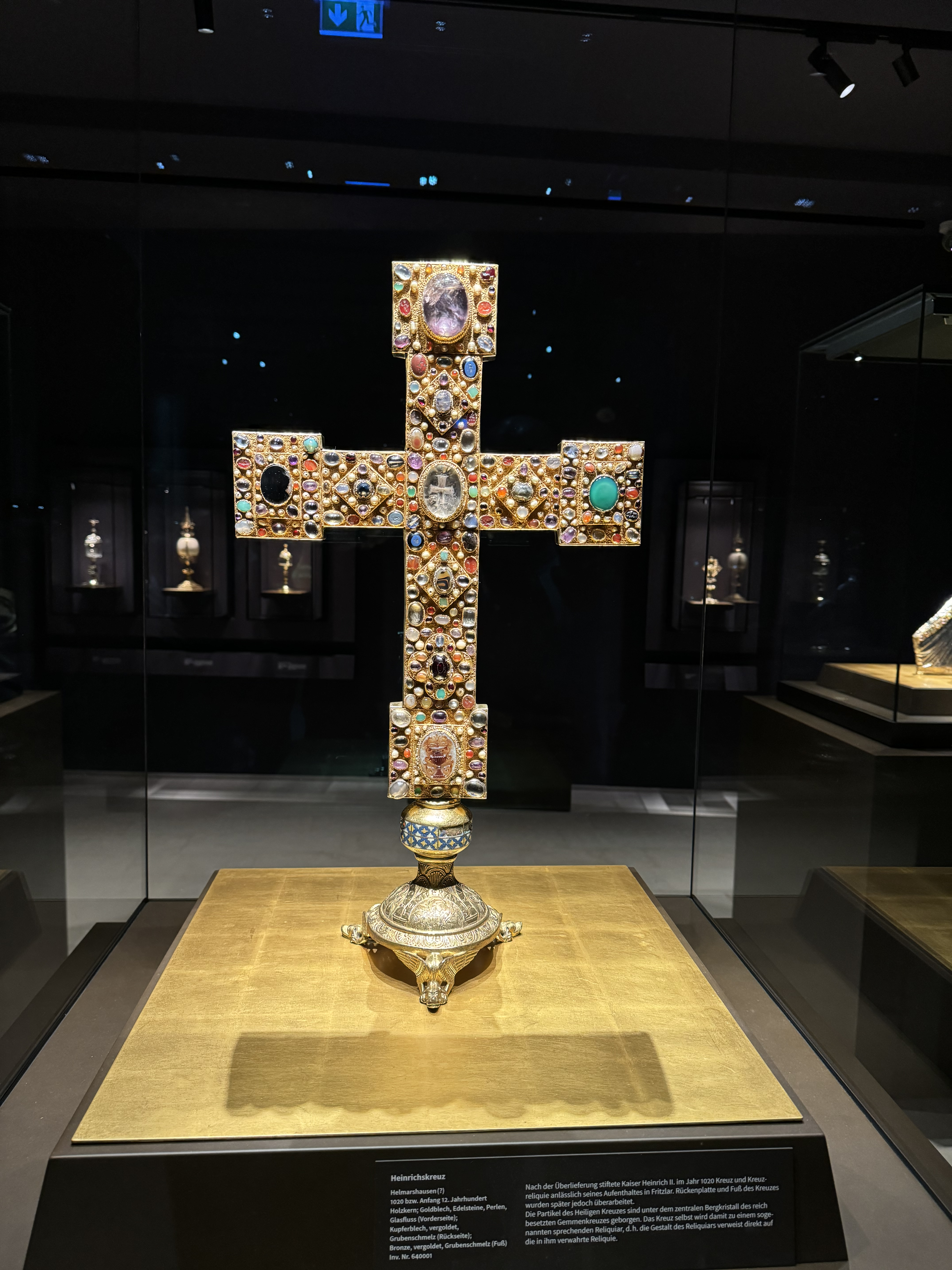
Vorderseite des Kaiser-Heinrich-Kreuzes

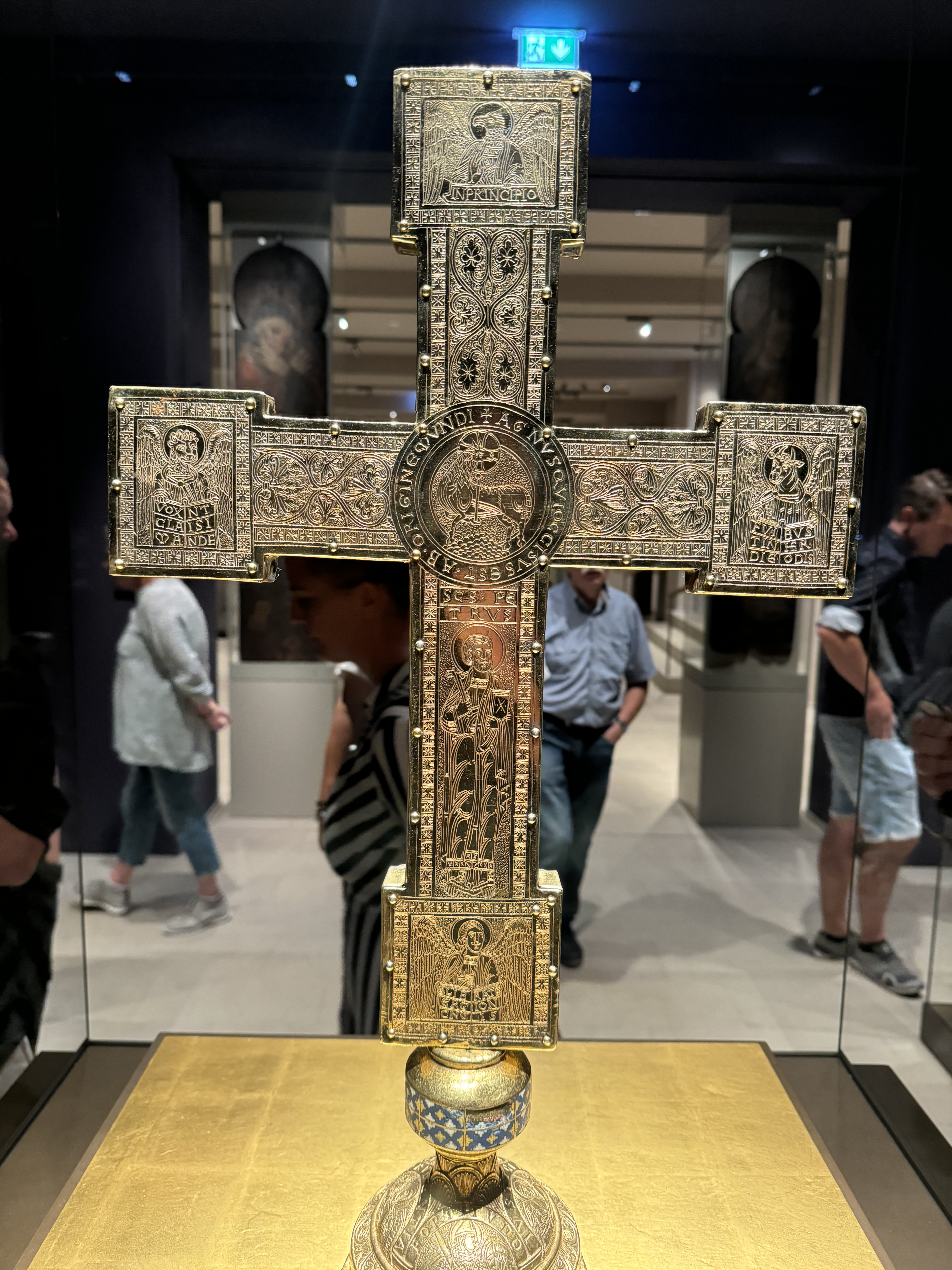
Rückseite des Kaiser-Heinrich-Kreuzes

Das Kaiser-Heinrich-Kreuz, auch Heinrichskreuz, ist ein romanisches Altar- und Vortragekreuz vom Typ Kruckenkreuz im Domschatz der Stiftskirche St. Peter in Fritzlar.

## Aufbau und Ausführung

### Vorderseite
Das Gemmenkreuz hat eine Höhe von 48 cm und eine Breite von 29 cm. Der Holzkern wurde mit vergoldetem Kupferblech beschlagen. Auf der Vorderseite ist es mit 346 Edelsteinen, Gemmen und Perlen besetzt. Einige Perlen sind im Laufe der Zeit verloren gegangen und wurden durch einfachere Glasnachgüsse ersetzt.
In die Vierung des Kreuzes soll, der Legende nach, hinter dem weißen ovalen Kristall im Kreuzzentrum auf der Vorderseite ein Holzspan vom Kreuz Jesu Christi eingearbeitet sein.
Der mittlere Edelstein im oberen Viereck ist ein blau unterlegter Bergkristall. Der Edelstein im unteren Viereck ist ein Onyx, auf dessen weißem Grund sich eine graubraune Vase erhebt, aus der eine Blume hervorwächst und  zwei Vögel  sich niedergelassen haben.
Meisterhaft kunsthandwerklich wurden 17 griechische, römische und gallische Gemmen in das Kreuz eingearbeitet. Eine kunsthistorische Besonderheit unter den Gemmen ist das „Abraxas-Amulett“. In diese Gemme ist  das gnostische Geheimwort „Abraxas“ eingeritzt worden.
Besonders wertvolle Edelsteine aus der Vielzahl der verarbeiteten Edelsteine sind mit einem Kranz aus kostbaren Perlen umlegt. Der Grund ist mit pittoreskem Filigranmustern unterlegt.

### Rückseite
Die Rückseite zeigt in kräftiger Gravierung in der Mitte das Agnus Dei. Auf den vier Ecken werden die Evangelistensymbole dargestellt. Auf dem unteren Längsbalken befindet sich eine filigrane eingravierte Darstellung des Simon Petrus.

## Geschichte
Das Kreuz wurde in der Schule des Benediktinermönchs Roger von Helmarshausen im 11. Jahrhundert im Kloster Helmarshausen bei Bad Karlshafen geschaffen. Vermutlich hat der romanische Meisterkunsthandwerker bei der Ausführung seine Schüler beraten und unterstützt.
Die hölzerne Reliquie vom Kreuz Christi war eine Schenkung der Kaiserin Kunigunde und des Kaisers Heinrich II. anlässlich der Gründung des Klosters Kaufungen. Von dieser Reliquie wurde ein Span abgetrennt und von Schülern des Roger von Helmarshausen in das Heinrichs-Kreuz eingearbeitet. 1020 schenkte Kaiser Heinrich II. dem St. Petri-Stift Fritzlar dieses Altarkreuz und weitere sakrale Kunstgegenstände.  Im 12. Jahrhundert wurde der Belag auf der Rückseite erneuert.
Das handwerklich meisterhaft gefertigte Kreuz ist das bedeutendste Exponat des Fritzlarer Domschatzes und zudem eines der bedeutendsten sakralen romanischen Kunstwerke. 1999 wurde es in der Ausstellung Kaiser Karl der Große trifft Papst Leo III. in Paderborn gezeigt, 2022 in Hildesheim in der Ausstellung Islam in Europa, 1000–1250.

## Weblink
- Fotos des Kreuzes auf der HP der kath. Domgemeinde von Fritzlar